# John McGowan (football)
John McGowan, ou « Mac Gowan » dans la presse française, surnommé « Jock », né vers 1900, est un joueur de football écossais.
Il remporte avec l'Olympique lillois la première édition du championnat de France professionnel en 1933.

## Carrière
À la fin des années 1920, John McGowan se fait connaître comme footballeur au sein de l'équipe militaire du 1er bataillon des King's Own Scottish Borderers. Il remporte en 1929 avec son équipe l’Army Cup la Coupe organisée par l'Army Football Association (en), en marquant le but vainqueur (3-2). C'est alors un événement important en Angleterre, dont la finale rassemble plus de 10 000 spectateurs. Cela lui vaut d'être sélectionné en équipe militaire britannique, qui affronte ses homologues françaises et belges à plusieurs reprises ces années là. Il est même le capitaine de la sélection en 1930.
En 1931, il est le capitaine du fameux club amateur de Tufnell Park (en) à Londres, qui évolue en Isthmian League. En mai il est appelé pour se joindre aux Middlesex Wanderers, une équipe composée des meilleurs joueurs amateurs de la région londonienne, qui dispute à Paris des matchs de gala contre le Racing Club de France et le CA Paris, deux des meilleures équipes françaises. Alors qu'est lancé le premier championnat de France professionnel, il se trouve en discussion avec le Racing mais s'accorde finalement avec l'Olympique lillois qu'il rejoint pendant l'été 1932,. Il convainc même un de ses coéquipiers de Tufnell Park, l'attaquant Bert Lutterloch, de venir le rejoindre.
Au poste de demi centre, McGowan s'impose comme le meneur de l'équipe lilloise et impressionne par l'ensemble de ses qualités, notamment physiques,,,,. On écrit de lui qu'il est un « pivot brillant », le « meilleur joueur » de l'équipe, « l'idole » du public lillois,. Il est aussi surnommé « le tatoué ». Il dispute les 18 matchs de la saison régulière, ainsi que la finale remportée face à l'AS Cannes (4-3). Il prolonge son contrat la saison suivante mais son niveau de jeu est moins dominant. On le dit alors « atteint par l'âge », et il est suspendu un temps par son club pour avoir été vu excessivement alcoolisé dans une brasserie le matin d'un match.
En 1934, il repart au Royaume-Uni. En août, il joue un match avec l'Aberdeen FC en Écosse. Sa performance est saluée mais elle ne semble pas avoir de suite. Il joue peut-être les deux saisons suivantes à Blackpool et/ou Charlton.
En 1935, il recommande deux jeunes joueurs britanniques à l'Olympique lillois, mais ils ne sont pas conservés. En 1936, bien qu'il ait encore des contacts avec des clubs français, il accepte une offre de reconversion de Charlton, alors promu en première division anglaise, en tant qu'entraîneur de jeunes. En 1939, la presse française confirme qu'il est retourné pour de bon en Angleterre.
En 1953, illustration de la forte impression qu'il a laissé vingt ans plus tôt, il est encore cité comme un exemple de joueur étranger ayant contribué à la progression du football français.

## Palmarès
- Champion de France (Olympique lillois) : 1933
- Vainqueur de la 'FA Army Cup (The King's Own Scottish Borderers) : 1929